# Isak Engelberg

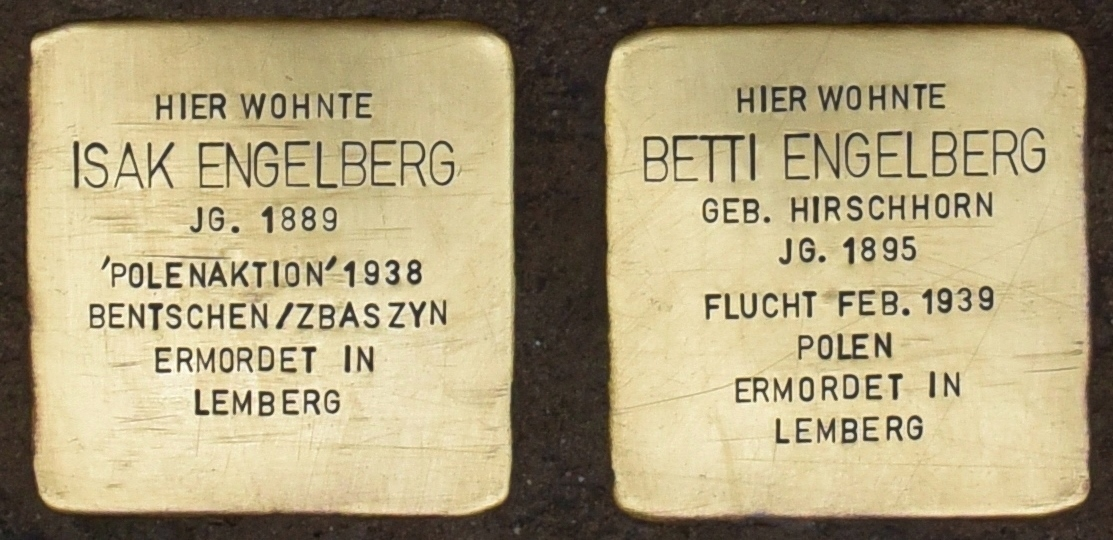
Stolpersteine für Isak und Betty Engelberg

Isak Engelberg (19. Juli 1889 in Buczacz (Galizien) (heute Butschatsch) oder Przewłoka – vermutlich 1942 in Lemberg) war ein Kaufmann, der in Heidelberg lebte und vom NS-Regime deportiert und ermordet wurde. Auch seine Frau, Betti Engelberg, wurde in der Shoah ums Leben gebracht.

## Leben

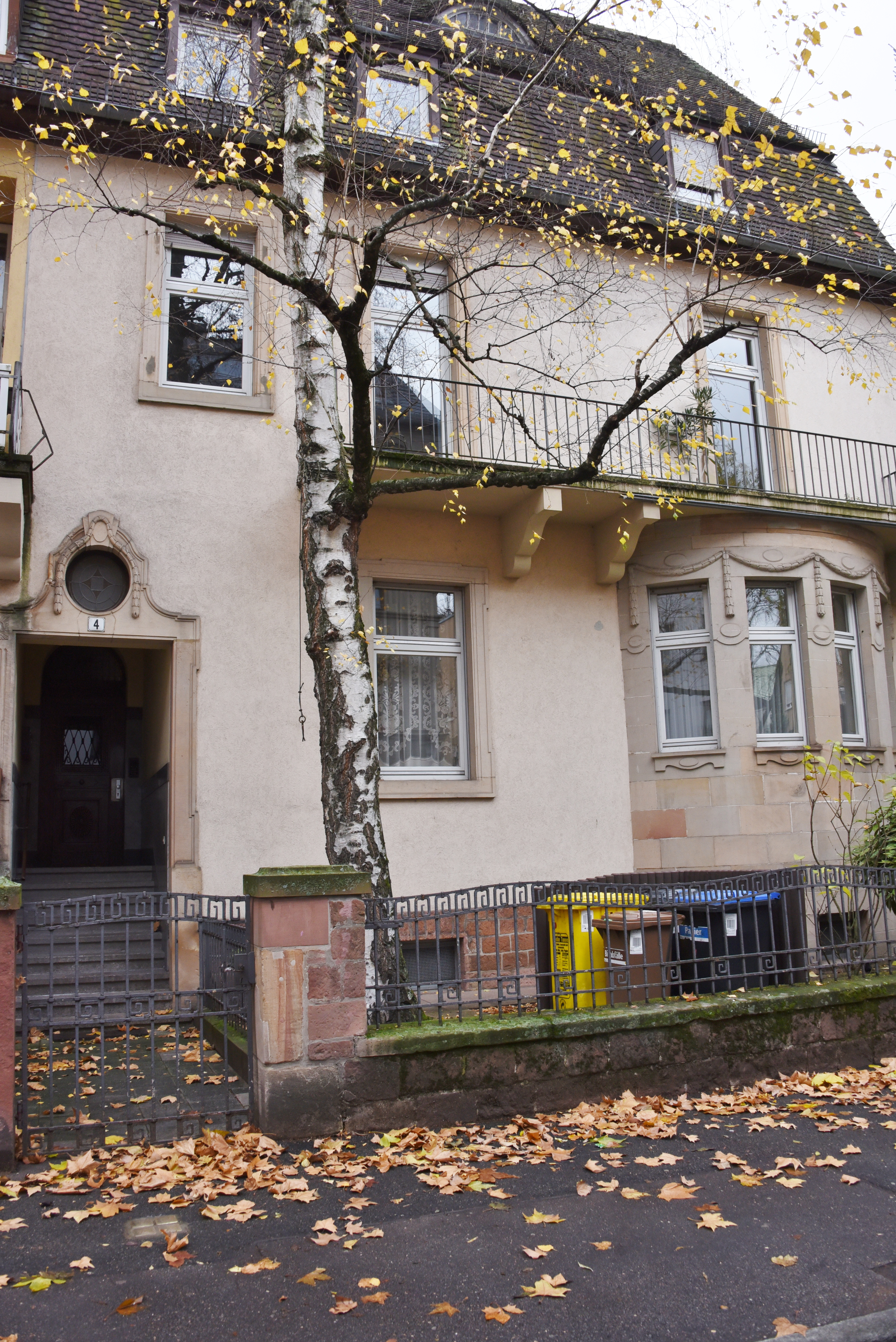
Villa in der Bluntschlistraße 4 in Heidelberg

Über die Ursprungsfamilie von Isak Engelberg ist nichts bekannt. Von 1905 bis 1908 absolvierte er laut eigenen Angaben eine kaufmännische Lehre in Buczacz. Er war mit Betti geb. Hirschhorn (geb. am 3. September 1895 in Buczacz) verheiratet. Das Paar übersiedelte nach Heidelberg und bezog eine Wohnung in der Bleichstraße 12. Ab Juni 1925 leitete er einen Wäschevertrieb sowie eine Textilwaren- und Möbelhandlung in der Hauptstraße 55. Im Jahr 1934 gab er das Wäschegeschäft auf und kaufte eine Schuhwarenhandlung in der Plöck 69. Der Kaufvertrag datiert vom 17. März 1934. Verkäufer war der 24-jährige Salo Goldschneider, der das Geschäft seiner Mutter veräußerte, weil er aufgrund des steigenden Verfolgungsdrucks des NS-Regimes gegen Menschen jüdischer Herkunft nach Polen zurückkehren wollte. Im Gewerbeakt zum Kauf finden sich Vermerke wie „Ausländer Polen!“ und „Aufenthaltserlaubnis: Wie lange?“
Bereits im Jahr 1933 hatte Isak Engelberg von den Zigarrenfabrikanten Max und Ferdinand Liebhold eine Villa in der Bluntschlistraße 4 in Heidelberg-Bergheim erworben, die er ab 1935 mit seiner Frau bewohnte. Zuvor waren beide in einer Wohnung in der Rohrbacher Straße 22 gemeldet. Im Rahmen der sogenannten „Polenaktion“ wurde er, der nach wie vor polnischer Staatsbürger war, am 28. Oktober 1938 aus dem deutschen Reich ausgewiesen und nach Polen abgeschoben. Da die polnische Regierung die Abgeschobenen nicht ins Land lassen wollte, mussten diese tagelang ohne Nahrung in den überfüllten Grenzbahnhöfen oder im Niemandsland warten, bis die polnischen Behörden sie passieren ließen.
Im Februar 1939 wurde auch seine Frau nach Polen ausgewiesen. Das Schuhgeschäft, welches schon während der Novemberpogrome 1938 geplündert und zerstört worden war, wurde am 16. Februar 1939 „arisiert“, neue Besitzerin war Josefine Huber geb. Schwarz, wohnhaft in der Bluntschlistraße 3, vis-a-vis vom Ehepaar Engelberg. Aus der Villa wurde ein sogenanntes Judenhaus, in dem 14 Bürger der Stadt ihre Deportation abwarten mussten. Für drei von ihnen wurden im Jahr 2016 Stolpersteine verlegt. Spätestens ab dem Jahr 1943 gelangte das Haus in den Besitz der Stadt Heidelberg, die daraus ein städtisches Pflegeheim machte. Ein Restitutionsverfahren eines Neffens von Betti Engelberg in den 1960er Jahren verlief im Sande, weil der Antragsteller offenbar nicht nachweisen konnte, dass „die Eheleute Engelberg in Heidelberg gewohnt haben“. Besitzerin der Villa ist nach wie vor die Stadt Heidelberg.
Im Gedenkbuch des Bundesarchivs findet sich unter beider Namen der Vermerk „Deportation ins Ghetto Lemberg (Lwiw)“, ohne Todesdatum. In den Akten für Wiedergutmachung ist vermerkt, dass Isak Engelberg von November 1941 bis Dezember 1942 im Lager Janowska Straße Zwangsarbeit verrichten musste und in deren Folge vermutlich zu Tode gekommen ist. Das Amtsgericht Heidelberg setzte seinen Todestag mit dem 31. Dezember 1942 fest. Seine Frau wurde per 8. Mai 1945 für tot erklärt.

## Gedenken
Im Gedenken an Isak und Betti Engelberg wurden am 28. Juni 2016 von Gunter Demnig Stolpersteine vor ihrer früheren Villa verlegt. Die Aufschriften lauten wie folgt:
HIER WOHNTE ISAK ENGELBERG JG. 1889 'POLENAKTION' 1938 BENTSCHEN/ZBASZYN ERMORDET IN LEMBERG
HIER WOHNTE Betti ENGELBERG GEB. HIRSCHHORN JG. 1895 FLUCHT FEB. 1939 POLEN ERMORDET IN LEMBERG